# Aciphylla polita
Aciphylla polita là một loài thực vật có hoa trong họ Hoa tán. Loài này được (Kirk) Cheeseman mô tả khoa học đầu tiên năm 1906.